# Hatena arenicola
Hatena arenicola – gatunek jednokomórkowego organizmu eukariotycznego opisanego w 2006. Należy on do wiciowców. W pewnym etapie swego życia może też przypominać roślinę, gdy zawiera fotosyntezującego glona. W innym przypomina zwierzę, polując. Badacze sądzą, że organizm ten przechodzi proces endosymbiozy, polegający na wchłonięciu jednego organizmu przez inny z wytworzeniem kompletnie nowej formy życia.
Endosymbiotycznym glonem jest zielenica z rodzaju Nephroselmis. W przeciwieństwie do w pełni zintegrowanych, tworzących organella endosymbiontów, Nephroselmis nie ulega podziałowi komórkowemu w obrębie komórki gospodarza. Kiedy to jego komórka się dzieli, jedna z komórek potomnych dziedziczy Nephroselmis, druga natomiast wraca do heteretroficznego stylu życia. Zachowuje się jak drapieżnik, dopóki nie sfagocytuje zielenicy. Po wchłonięciu glon traci swoją wić i cytoszkielet. Zostając gospodarzem, Hatena zaczyna odżywiać się drogą fotosyntezy, zdobywa zdolność podążania za światłem i traci swój aparat pokarmowy.
Nazwa pochodzi od japońskiego słowa pełniącego funkcję wykrzyknika, oznaczającego mniej więcej "zagadkę".